# 屈灼
屈灼（1546年—？），字見夫，號青門，陝西西安府華州蒲城縣人，軍籍，明朝政治人物。同進士出身。

## 生平
萬曆元年（1573年）癸酉科陝西鄉試第七名舉人，二年（1574年）中式甲戌科會試第二百九十八名，三甲第一百九十八名進士。授陽曲縣知縣，轉庐州府通判，尋擢太僕寺丞，累升戶部郎中，二十年（1592年）七月升通政使司右參議，二十一年（1593年）七月改左參議，二十六年（1598年）五月升右通政，二十七年（1599年）出為河南按察司副使、兵備睢陳，未到任，致仕歸里。

## 家族
曾祖屈釴，夔州府知府；祖父屈珂，教授；父屈檟，壽官。母席氏。重慶下。兄屈煒，弟屈炫。